# Сомрай
Сомрай — один из чадских языков. Распространён в Чаде (регион Танджиле, департамент Восточное Танджиле, субпрефектура Лаи); 7410 носителей по данным 1993 года.
Письменность сомрай базируется на латинской основе:A a, B b, Ɓ ɓ, C c, Ch ch, D d, Ɗ ɗ, E e, Ə ə, Ə̂ ə̂,  G g, H h, I i, J j, K k, L l, M m, N n, N̰ n̰, Ng ng, O o, P p, R r, R̰ r̰, S s, T t, U u, Vb vb, W w, 'W 'w, Y y, 'Y 'y.